# نیل (خواننده)
آن دانیل (Hangul: 안 다니엘; متولد ۱۶ آگوست سال ۱۹۹۴ میلادی در کره است که بیشتر با نام هنری اش نیل (Hangul: 니엘) شناخته می‌شود، خواننده، رقصنده، بازیگر و مدل کره‌ای است. او با عنوان رقصنده و خواننده اصلی گروه تین تاپ شناخته شده است.

## حرفه‌ای
در دهم جولای سال ۲۰۱۰ میلادی نیل فعالیت حرفه‌ای خود را به عنوان خواننده گروه تین تاپ با آهنگ «بیا به جهان» آغاز کرد. در برنامه دهم جولای ۲۰۱۰ موزیک کور این آهنگ جزئی از آلبوم کراپ شناخته شد.او اولین آلبوم انفرادی خود به نام اونیلی را در سال ۲۰۱۵ منتشر کرد.اونیلی در صدر تمام چارتهای آلبوم در کره قرار گرفت.

## دیسکوگرافی
- ۲۰۱۵: اونیلی

## فیلموگرافی

### فیلم
| سال  | عنوان         | یادداشت های دیگر |
| ---- | ------------- | ---------------- |
| 2007 | یازدهمین مادر | نسخه کره ای      |

### مجموعه تلویزیونی
| سال  | عنوان                                 | شبکه |
| ---- | ------------------------------------- | ---- |
| 2004 | گروه کودکان ناشنوا                    | MNet |
| 2005 | خانواده ی ۶۴١                         | KBS  |
| 2010 | من افسانه هستم                        | SBS  |
| 2012 | درامای ویژه کی‌بی‌اس: آیا تکواندو بلدی؟ | KBS  |
| 2013 | دو هفته                               | MBC  |
| 2014 | خشکشویی سوئدی                         | MBC  |

## همکاری
او در چند ترک به عنوان خواننده با خواننده‌های دیگر نظیر جونیل و آی یو همکاری داشت. وی همچنین در اکتبر ۲۰۱۴ در برنامه ایمورتال سانگ ۲ به همراه چانگ جو عضو دیگر تین تاپ قطعه «خواهر» را اجرا کرد.